# Blackburn Olympic FC

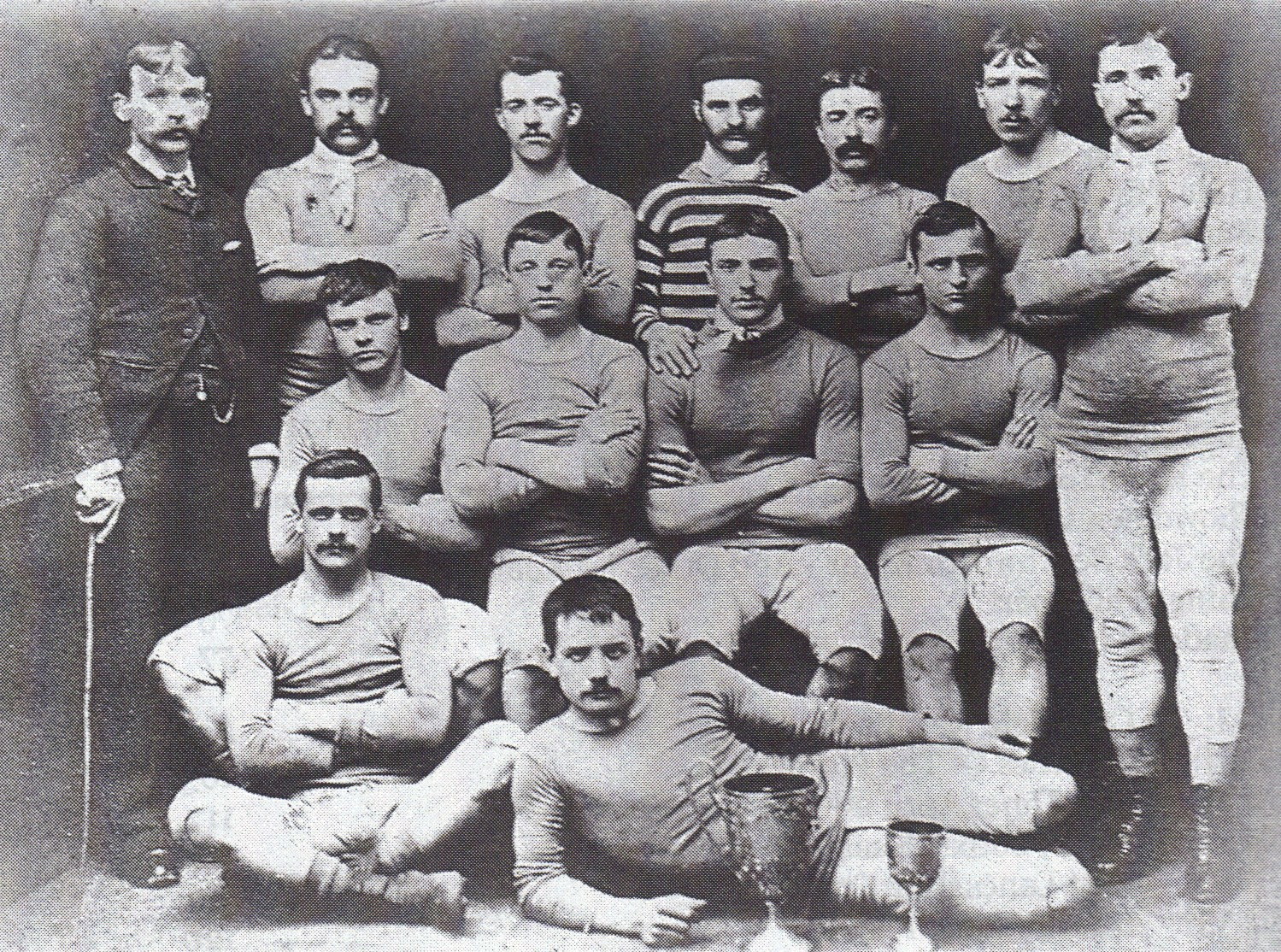
Team van 1882

Blackburn Olympic FC was een Engelse voetbalclub uit Blackburn. De club werd opgericht in 1877 na een fusie tussen Black Star en James Street. De eerste wedstrijd werd op 8 februari 1878 gespeeld tegen het plaatselijke St. John's en werd met 2-0 gewonnen.
Al snel groeide de club uit tot een van de betere van Lancashire, door middel van een lokale zakenman (Sidney Yates) die geld in de club stopte. In 1883 won de club de FA Cup tegen Old Etonians FC. Het was de eerste keer dat een club ten noorden van Londen won en hiermee maakte Olympic een einde aan de zuiderse dominantie.
Na de overwinning ging het bergaf, want Yates stopte weinig geld meer in de club. Ook het professionalisme dat hen aan succes hielp werd uiteindelijk fataal. Stadsgenoot Blackburn Rovers nam de rol van dominante club over, door zelf geld van een andere lokale zakenman in de club te stoppen. De beste spelers van Olympic werden door de Rovers weggekaapt en het niveau van de club daalde hierdoor. Plaatselijke clubs als Witton en Blackburn Park Road werden beter dan Olympic. Niet veel later verdween de club.

## Erelijst
- FA Cup
  - Winnaar: 1883

## FA Cup 1883
| Datum            | Thuisteam         | Score | Bezoekers         | Opmerkingen                                   |
| ---------------- | ----------------- | ----- | ----------------- | --------------------------------------------- |
| 4 november 1882  | Blackburn Olympic | 6-3   | Accrington        |                                               |
| 9 december 1882  | Blackburn Olympic | 8-1   | Lower Darwen      |                                               |
| 16 december 1882 | Blackburn Olympic | 8-0   | Darwen Ramblers   |                                               |
| 3 februari 1883  | Church            | 0-2   | Blackburn Olympic |                                               |
| 24 februari 1883 | Blackburn Olympic | 4-1   | Druids            |                                               |
| 17 maart 1883    | Blackburn Olympic | 4-0   | Old Carthusians   | Gespeeld op Whalley Range, Manchester.        |
| 31 maart 1883    | Blackburn Olympic | 2-1   | Old Etonians      | Na verlengingen. Gespeeld op Kennington Oval. |